# Tinns kommun
Tinns kommun (norska: Tinn kommune) är en kommun i Telemark fylke i södra Norge. Kommunens centralort är staden Rjukan. 

## Administrativ historik
Tinns kommun bildades på 1830-talet, samtidigt med flertalet andra norska kommuner. 1860 bildades Gransherads kommun av delar av Tinns och Hjartdals kommuner. 1903 överfördes ett obebott område till Hovins kommun. 1964 slogs kommunen samman med större delen av Hovins kommun.

## Befolkningsutveckling
Befolkningsutveckling 1951–2010, det vertikala röda strecket markerar gränsändringar. (källa: SSB: Befolkningsstatistikk)

## Tätorter
I Tinns kommun finns tre tätorter:
- Austbygde (Tinn austbygd)
- Miland
- Rjukan (centralort)

## Socknar
Inom Norska kyrkan är Tinns kommun indelad i två socknar:
- Rjukans socken
- Tinns socken

Socknarna ingår i Øvre Telemarks prosteri i Agder og Telemarks stift.

## Bilder

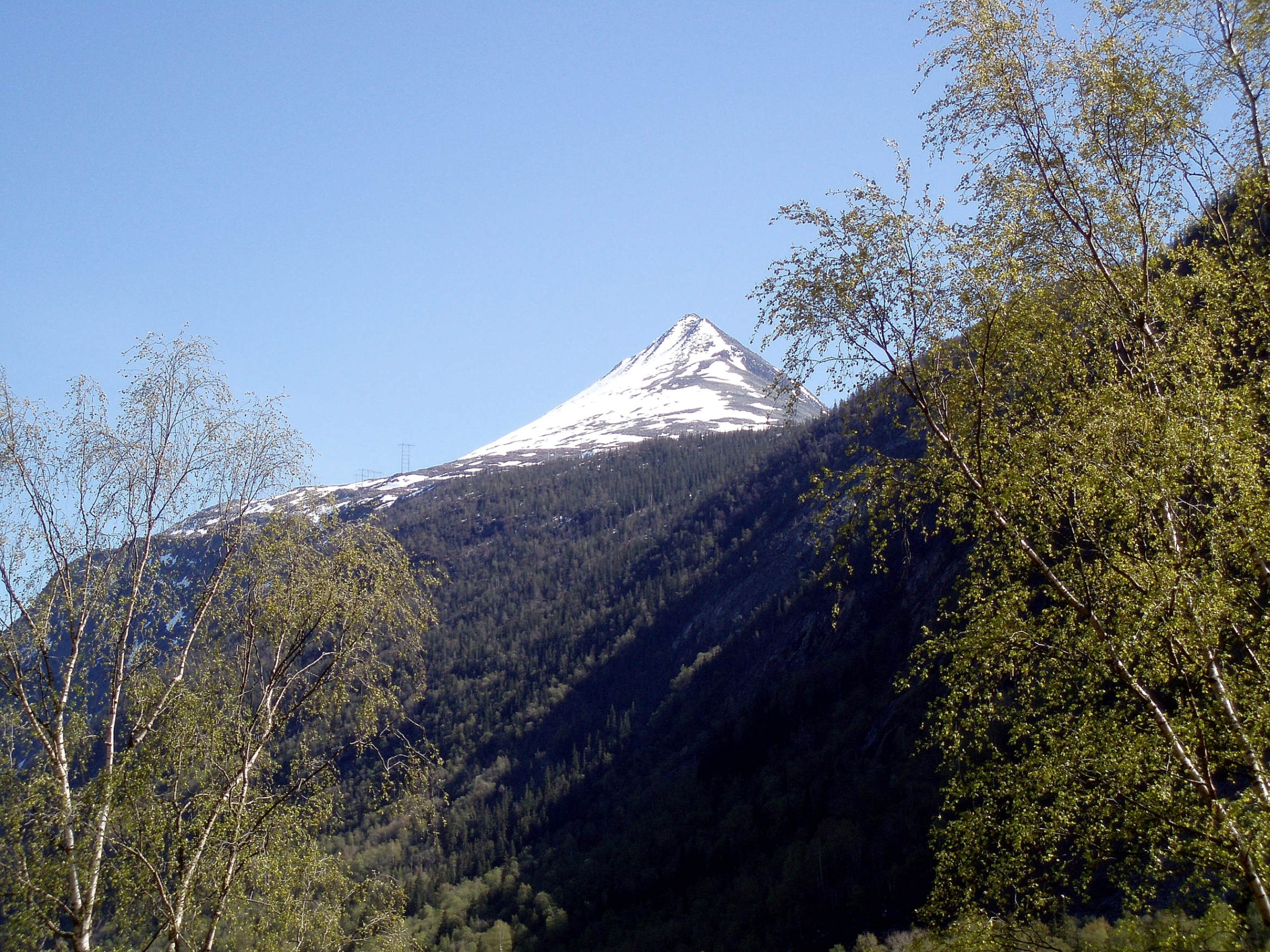
Gaustatoppen.
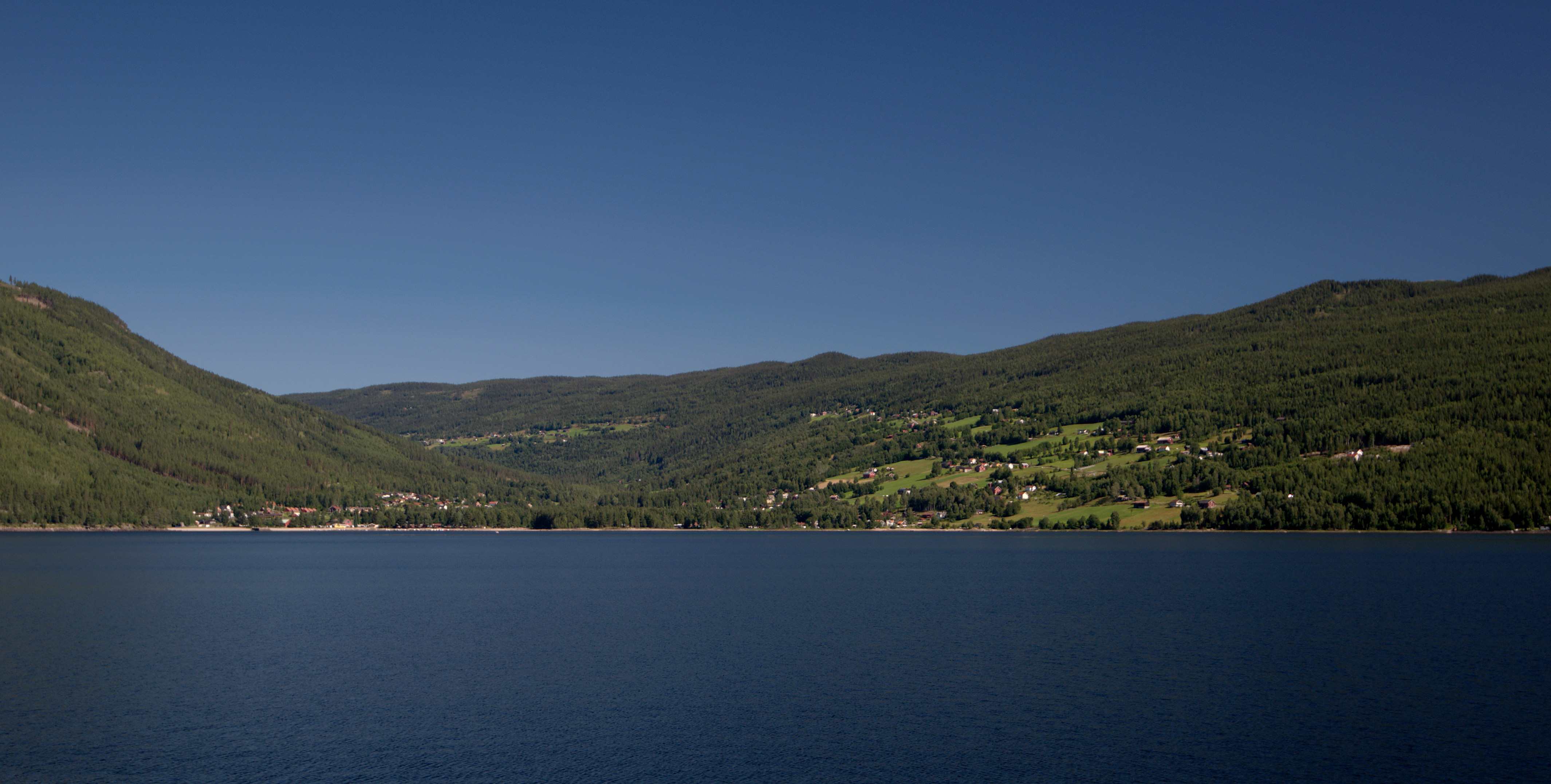
Austbygde.